# Trường Đại học Khoa học Sài Gòn

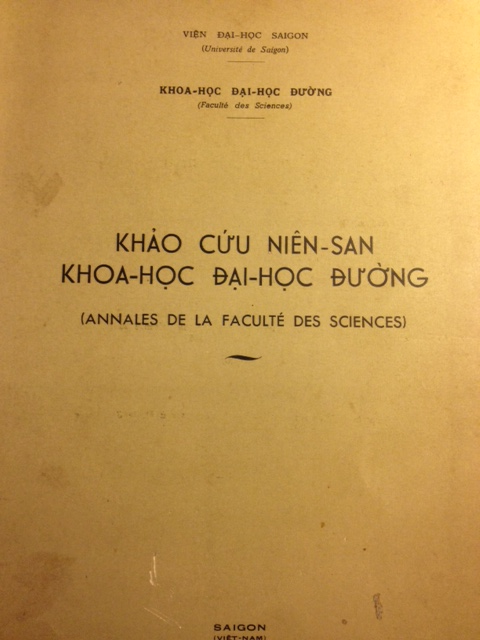
Niên san khảo cứu 1958 của Trường Đại học Khoa học (còn được gọi là Khoa học Đại học Đường).

Trường Đại học Khoa học Sài Gòn là một trường thành viên của Viện Đại học Sài Gòn, chính thức hoạt động từ năm 1957. Năm 1977, trường này được gộp chung với Trường Đại học Văn khoa Sài Gòn để thành lập Trường Đại học Tổng hợp Thành phố Hồ Chí Minh (sau này là một phần của Đại học Quốc gia Thành phố Hồ Chí Minh).

## Lịch sử

### Trước năm 1954
Tiền thân của Trường Đại học Khoa học là Trường Cao đẳng Khoa học ở Hà Nội, thành lập năm 1941 thời Pháp thuộc, đến năm 1947 thì mở thêm chi nhánh hai ở Sài Gòn ở số 125 đường Bonard. Sang thời Quốc gia Việt Nam thì Trường Cao đẳng Khoa học đổi thành Trường Đại học Khoa học năm 1953. Đến năm 1954 thì cơ sở Hà Nội chuyển vào Sài Gòn và hợp nhất thành một.

### Thời Việt Nam Cộng hòa
Ngày 11 Tháng Năm năm 1955, Viện Đại học Quốc gia Việt Nam chính thức hình thành, bao gồm cả Trường Đại học Khoa học với Nguyễn Quang Trình là quyền khoa trưởng.
Năm 1957 khi Viện Đại học Huế ra đời thì Viện Đại học Quốc gia Việt Nam đổi tên thành Viện Đại học Sài Gòn và Trường Đại học Khoa học cũng sang tên là Trường Đại học Khoa học Sài Gòn. Trường sở của Trường Đại học Khoa học lúc đầu tiên ở trên đường Lê Lợi, trung tâm thành phố nhưng sau chuyển ra đường Cộng hoà (nay là đường Nguyễn Văn Cừ), Quận 5, cùng dự án thì chuyển hẳn ra làng đại học ở Thủ Đức.
Trường Đại học Khoa học Sài Gòn phát triển mạnh về mặt giáo dục lẫn nghiên cứu và đến năm 1965 bắt đầu cấp bằng tiến sĩ hóa học. Từ đó cho đến năm 1975 đây là trung tâm khoa học xuất sắc nhất ở miền Nam lẫn miền Bắc vì ở phía bắc vĩ tuyến 17 hoàn toàn không có cơ sở giáo dục nào cấp văn bằng tiến sĩ.